# Hendrik Adamson
Hendrik Adamson (Metskuru, 1891. október 6. – Tuhalaane, 1946. március 7.) észt költő, eszperantista.

## Élete
Egy szabó fiaként született Viljandimaában, Kärstna község Metskuru falujában. 1901 és 1907 között Kärstnában járt iskolába, majd négy éven át a tartui tanítóképzőt látogatta. 1911-től különböző iskolákban dolgozott tanítóként.
A tanügyben eltöltött 16 év után úgy döntött, hogy szabadúszó író lesz. 1928-tól tagja volt az Észt Írószövetségnek. Az 1940-es évek elején rövid ideig ismét tanított. Életének utolsó húsz évében gümőkórban és májbetegségben szenvedett, idős édesanyja ápolta. Egészségi állapota gyorsan romlott, és 1946-ban elhunyt.

## Irodalmi munkássága
Rövid írásai 1913-tól kezdve jelentek meg a sajtóban, első versét szintén 1913-ban a Postimees című lap közölte. Első kötete, amely 1919-ben jelent meg, délnyugati észt nyelvjárásban írt verseket tartalmazott. A természetleíró költemények rögtön felhívták a figyelmet, és következő kötetei is pozitív fogadtatásban részesültek. A lírai művek mellett elbeszéléseket és novellákat is írt. Ezekben, és részben költeményeiben is, az irodalmi nyelvet használta, de „verseinek legnagyobb értéke mégis a tájnyelv művelése marad.“
Első eszperantó nyelvű verseit 1932-ben adta közzé a Budapesten megjelenő, Kalocsay Kálmán által szerkesztett Literatura Mondo című folyóiratban. Összesen 150 verset írt eszperantó nyelven. 1934-ben jelentek meg első eszperantó nyelvű kötete, 1967-ben pedig egy 80 versét tartalmazó kötetet is kiadtak Vesperkanto (Esti dal) címen.
Honfitársa, a szintén eszperantista Hilde Dresen szerint eszperantó verseit összehasonlítva az észt nyelvűekkel, előbbiekben sokkal több játékos rím és örömteli hang található; Kalocsay Kálmán pedig eszperantó verseihez írott előszavában azt állapította meg, hogy Adamson számára a nyelv nem csak eszköz, hanem a téma is; mondhatni teljesen megmámorosodott a nyelvtől.

### Művei
- Mulgimaa (a Viljandimaa környéki táj történelmi/költői megnevezése). Odamees, Tartu 1919.
- Inimen (Az ember). Noor-Eesti, Tartu 1925.
- Kuldblond neitsi (Az aranyszőke szűz, próza). Narva Kirjastusühisus, Narva 1925.
- Roheline sisalik (A zöld gyík, próza). Noor-Eesti, Tartu 1925.
- Hulkuw laip (A kóbor holttest). Sakala, Viljandi 1927.
- Kuldsel elukoidikul (Az élet aranyló hajnalám, emlékezések). H. Adamson, Viljandi 1928.
- Tõus ja mõõn (Apály és dagály). Eesti Kirjanikkude Liit, Tartu 1931.
- Kolletuspäev (A sárgulás napja). Eesti Kirjanikkude Liit, Tartu 1934.
- Mälestuste maja (Emlékek háza). Eesti Kirjanikkude Liit, Tartu 1936.
- Linnulaul (Madárdal). Eesti Kirjanikkude Liit, Tartu 1937.

## Emlékezete
A kärstnai elemi iskola előtt áll emlékműve; szülőházát emléktábla jelöli.

## Fordítás
Ez a szócikk részben vagy egészben  a   Hendrik Adamson című német Wikipédia-szócikk ezen változatának fordításán alapul.  Az eredeti cikk szerkesztőit annak laptörténete sorolja fel. Ez a jelzés csupán a megfogalmazás eredetét és a szerzői jogokat jelzi, nem szolgál a cikkben szereplő információk forrásmegjelöléseként.